# Haemodorum sparsiflorum
Haemodorum sparsiflorum là một loài thực vật có hoa trong họ Huyết bì thảo. Loài này được F.Muell. mô tả khoa học đầu tiên năm 1871.